# Тубабао
Тубабао (филипп. Tubabao) — небольшой остров Филиппинского архипелага. Провинция Восточный Самар, муниципалитет Гиуан (Guiuan).
Расположен к западу от южной оконечности более крупного острова Самар. Омывается водами Тихого океана, климат — влажный тропический, часты тайфуны.

## История
После прихода в Китае к власти коммунистов около 6 тысяч русских беженцев покинули Шанхай. Через Международную организацию по делам беженцев при ООН (IRO) они обратились к миру за помощью. Из всех стран мира только Республика Филиппины, во главе которой в то время стоял президент Эльпидио Кирино, согласилась принять русских беженцев и только на 4 месяца, которые растянулись более чем на два года.
Русских разместили на острове Тубабао, где прежде находилась упразднённая военная база США.
19 января 1949 года рабочая группа первой вылетела на остров Тубабао, где русские эмигранты должны были начать строительство лагеря для русских эмигрантов. Всего морским и воздушным путём было вывезено из Шанхая на Тубабао около пяти с половиной тысяч человек — мужчин, женщин и детей, преимущественно русских. Два старых пассажирских парохода, «Хва-льен» и «Кристобал», совершили совместно шесть рейсов «Шанхай—Манила—Тубабао», а третье судно, «Хейвен», два раза проследовало по тому же пути и 20 мая 1949 года доставило на Тубабао четыреста последних беженцев.
В большом палаточном городке значительная часть русских беженцев прожила с 1949 по 1951 годы. В лагере были устроены две палаточные церкви — одна в честь Архангела Михаила, а вторая в честь преподобного Серафима Саровского. Кроме них был устроен большой Свято-Богородицкий собор, переделанный, с разрешения филиппинских властей, из бывшей американской военной церкви за пределами лагеря. По воспоминаниям очевидцев, деревянный собор стоял «на самом высоком месте, откуда открывался красивый вид на море и ближайший лес». В апреле 1949 года прибыл на остров и прожил здесь три месяца епископ Шанхайский Иоанн (Максимович). Позднее он отправился в США, где добился того, чтобы многим русским беженцам на Тубабао разрешили въезд в страну.
По воспоминаниям протопресвитера Валерия Лукьянова «остров Тубабао стал вторым маленьким Шанхаем. Лагерь состоял из 14 районов, люди жили в палатках. Жара на острове круглый год была невыносимая — под 45 градусов по Цельсию. Особенно страдали пожилые люди».
Постепенно эмигранты выехали в США, Австралию, латиноамериканские страны. Сначала у беженцев появилась возможность поехать в Южную Америку, затем около полутора тысяч уехало в Австралию, а позже и США стали принимать иммигрантов, куда отправилась большая часть. Страны отбирали в первую очередь молодых и здоровых людей. Когда они обустраивались на новом месте, они забирали своих более пожилых родственников. К концу срока в лагере оставались только больные пожилые люди, у которых не было родственников. Их, в конце концов, забрала Франция. В 1953 году, после отъезда последней группы эмигрантов, лагерь был закрыт, позже его территория заросла джунглями.
В 2009 году газета русских эмигрантов в Австралии «Единение» так охарактеризовала Тубабао: «Этот остров мало известен людям, живущим на Филиппинах, там сейчас находятся лишь несколько старых домиков, нет электричества».
В июле 2013 года эти места посетил монах Филипп (Балингит), который увидел, что многие постройки, сделанные русскими эмигрантами, сохранились. Флагшток русского лагеря используется в начальной школе. Он также встретил старика, который в 13-летнем возрасте видел святителя Иоанна Шанхайского. Старик рассказал, что русские хорошо относились к местным филиппинцам, а о святителе Иоанне отозвался как об очень благочестивом человеке. В том же году на острове была освящена часовня в честь Пресвятой Богородицы, построенная на месте одноимённого храма.
1 декабря 2022 года секретарь Филиппинско-Вьетнамской епархии иеромонах Корнилий (Молев) совершил чин освящения закладного камня в основание храма святителя Иоанна Шанхайского на о. Тубабао (Республика Филиппины). Ему сослужили клирики епархии иеромонах Алексий (Лапшин), иерей Моисей Кахилиг и иерей Амвросий Сумагайсай.

## Память
15—18 ноября 2015 года на Филиппинах состоялись мероприятия, посвящённые памяти соотечественников, которые с 1949 по 1951 год нашли приют на острове Тубабао. В мемориальных мероприятиях приняли участие потомки русских беженцев из Китая, проживающие ныне в США и Австралии. 17 ноября представители Русской Православной Церкви приняли участие в открытии мемориального комплекса, посвященного русскому присутствию на Тубабао.
В ноябре 2016 года в Доме русского зарубежья в рамках X Международного кинофестиваля «Русское зарубежье» прошел вечер, посвященный истории русского лагеря на Тубабао, открытие выставки «„Русское время“ острова Тубабао», презентация книги Татьяны Таболиной «Русский дом на Тубабао». На вечере выступили посол Филиппин, представители русской диаспоры, прошедшие через жизнь на о. Тубабао. Был показан филиппинский документальный фильм о жизни русских на Тубабао «Одиссея Тубабао: убежище на Филиппинах» (англ. Tubabao Odyssey: Refugee in the Philippines, реж. Кинна Кван, 2015, при поддержке Фонда Президента Эльпидио Кирино (Квирино)).